# David M. Lee
David Morris Lee (født 20. januar 1931) er en amerikansk fysiker, der modtog nobelprisen i fysik i 1996 sammen med Robert C. Richardson og Douglas Osheroff "for deres opdagelse af superfluiditet i helium-3."